# Frances Harper
Frances Ellen Watkins Harper va ser una activista abolicionista, sufragista, escriptora i poeta estatunidenca.
Nascuda lliure a Baltimore, va tenir una llarga i prolífica carrera: publicà el seu primer llibre de poesia a l'edat de 20 anys, i la que seria la seva obra magna, la novel·la Iola Leroy, als 67.
El 1851, com a membre de la de la Pennsylvania Abolition Society, va ajudar a escapar esclaus afroamericans camí del Canadà amb el Ferrocarril subterrani. Va començar la seva carrera com a ponent i activista política després d'ingressar en la Societat Antiesclavista Estatunidenca el 1853.
Poems on Miscellaneous Subjects (1854) es va convertir en el seu major èxit comercial. La seva història curta Two Offers es va publicar a la revista Anglo-African el 1859. També va publicar Sketches of Southern Life (1872), en què detalla la seva experiència recorrent el sud dels Estats Units i coneixent afroamericans recentment alliberats. En els va descriure les dures condicions de vida de molts d'ells.
Després de la Guerra Civil americana va continuar lluitant pels drets de les dones, els afroamericans i moltes altres causes socials.
Harper va ocupar càrrecs importants en diverses organitzacions nacionals progressistes. El 1883 es va convertir en superintendenta de la Secció de Color de la Unió de Temperament Cristià de les dones de Filadèlfia i Pennsilvània. El 1894 va ajudar a fundar l'Associació Nacional de Dones de Color i en va ser vicepresidenta.
Va morir el 22 de febrer de 1911, nou anys abans que les dones guanyessin el dret de vot al seu país.

## Obres destacades
- Forest Leaves (1845)
- Poems on Miscellaneous Subjects (1854)
- The Two Offers (1859)
- Aunt Chloe (1872)
- Aunt Chloe’s Politics (1872)
- Learning to Read (1872)
- The Triumph of Freedom—A Dream (1860)
- Moses: A Story of the Nile (1869)
- Sketches of Southern Life (1872)
- Light Beyond the Darkness (1890)
- The Martyr of Alabama and Other Poems (1894)
- Iola Leroy, or Shadows Uplifted (1892)[10]
- Idylls of the Bible (1901)
- In Memoriam, Wm. McKinley (1901)
- Free Labor